# Liste der Baudenkmäler in Frintrop
Die Liste der Baudenkmäler in Frintrop enthält die denkmalgeschützten Bauwerke auf dem Gebiet von Essen-Frintrop, Stadtbezirk IV, in Nordrhein-Westfalen (Stand: Oktober 2018). Diese Baudenkmäler sind in der Denkmalliste der Stadt Essen eingetragen; Grundlage für die Aufnahme ist das Denkmalschutzgesetz Nordrhein-Westfalen (DSchG NRW).

| Bild           | Bezeichnung             | Lage                    | Beschreibung | Bauzeit   | Eingetragen seit  | Denkmal- nummer |
| -------------- | ----------------------- | ----------------------- | --- | --------- | ----------------- | --------------- |
| weitere Bilder | Kirche St. Josef        | Himmelpforten Karte     | dreischiffige Hallenkirche, neugotisch mit Kreuzrippengewölbe auf Rundpfeilern, Architekt: Paschalis Gratze, Konsekration im September 1897 | 1874–1897 | 10. März 1994     | 803             |
| weitere Bilder | ehemalige Stifterschule | Unterstraße 67-69 Karte | 1875 eröffnet, wird heute als Bürgerhaus der Arbeiterwohlfahrt genutzt.                                                                     | um 1870   | 10. Dezember 1987 | 232             |